# Bobrowice (gmina)
Bobrowice – gmina wiejska w województwie lubuskim, w powiecie krośnieńskim. W latach 1975–1998 gmina położona była w województwie zielonogórskim.
Siedziba gminy to Bobrowice.
Według danych z 30 czerwca 2005 gminę zamieszkiwały 3102 osoby.

## Struktura powierzchni
Według danych z roku 2002 gmina Bobrowice ma obszar 185,05 km², w tym:
- użytki rolne: 23%
- użytki leśne: 66%

Gmina stanowi 13,31% powierzchni powiatu.

## Demografia
Dane z 30 czerwca 2005:
| Opis                              | Ogółem | Ogółem | Kobiety | Kobiety | Mężczyźni | Mężczyźni |
| --------------------------------- | ------ | ------ | ------- | ------- | --------- | --------- |
| jednostka                         | osób   | %      | osób    | %       | osób      | %         |
| populacja                         | 3102   | 100    | 1579    | 50,9    | 1523      | 49,1      |
| gęstość zaludnienia (mieszk./km²) | 16,8   | 16,8   | 8,5     | 8,5     | 8,3       | 8,3       |

- Piramida wieku mieszkańców gminy Bobrowice w 2014 roku[1].

## Miejscowości
- Barłogi, Bobrowice, Bronków, Bronkówek, Brzezinka, Chojnowo, Chromów, Dachów, Dęby, Dychów, Janiszowice, Kołatka, Kukadło, Lubnica, Młyniec, Prądocinek, Przychów, Strużka, Tarnawa Krośnieńska, Wełmice, Żarków.

- Czeklin (wieś niezamieszkana, częściowo rozebrana),

## Sąsiednie gminy
Dąbie, Gubin, Krosno Odrzańskie, Lubsko, Nowogród Bobrzański